# Sithon usira
Sithon usira är en fjärilsart som beskrevs av Felder 1865. Sithon usira ingår i släktet Sithon och familjen juvelvingar. Inga underarter finns listade i Catalogue of Life.